# تلفیق‌گر الکتریکی-نوری

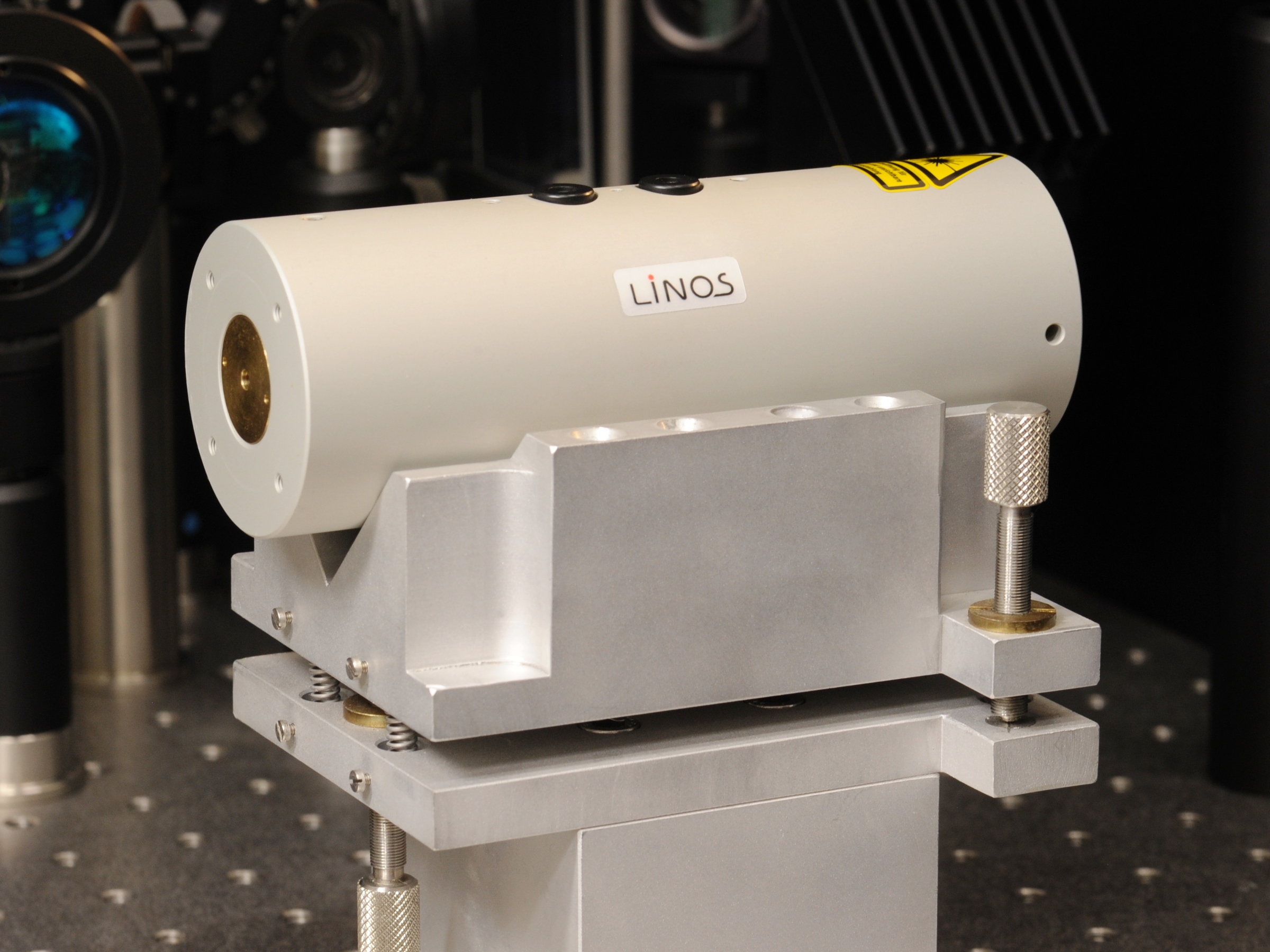
تلفیق گر یا مدولاتور فاز الکترواپتیک برای پرتوهای فضای آزاد

تلفیق‌گر الکتریکی-نوری یا مدولاتور الکترواپتیکی ابزار نوری است که در آن کنترل گر سیگنالی که تاثیرات الکتریکی-نوری را نشان می‌دهد، اشعه نور را مدوله یا تلفیق می‌کند. هدف از مدوله سازی می‌تواند مدوله سازی فاز، دامنه، فرکانس یا قطبش باشد. با استفاده از مدولاتورهایی که با لیزر کنترل می‌شوند، می‌توان پهنای باند مدولاسیون را تا بازهٔ گیگا هرتز افزایش داد. به‌طور کلی در مواد اپتیکی غیر خطی (پلیمرهای آلی سریعترین میزان پاسخ دهی را دارند و برای این کاربرد بسیار مناسب هستند) با تابش میدان اپتیکی ایستا یا فرکانس پایین، مدولاسیون ضریب شکست مشاهده خواهد شد. برخی مواد زمانی که در معرض تابش میدان الکتریکی قرار می‌گیرند، ویژگی‌های اپتیکی آن‌ها تغییر می‌کند. این تغییر به علت وجود نیرویی که موقعیت، جهت یا شکل مولکول‌های تشکیل دهندهٔ ماده را تغییر می‌دهد اتفاق می‌افتد. اثر الکترو اپتیک تغییر در ضریب شکست با اعمال میدان الکتریکی ثابت یا فرکانس پایین است.

## انواع مدولاسیون

### مدولاسیون فاز
ساده‌ترین نوع مدولاتورهای الکترو اپتیکی از کریستالی مانند لیتیوم نایوبات که ضریب شکست آن تابع قدرت میدان الکتریکی است، تشکیل شده‌است. به این معنی که اگر لیتیوم نایوبات در معرض میدان الکتریکی قرار بگیرد، نور با سرعت کمتری در آن حرکت خواهد کرد و فاز نور خارج شده از کریستال به‌طور مستقیم با زمانی که طول می‌کشد تا نور از کریستال خارج شود متناسب است. بنابراین با تغییر دادن میدان الکتریکی اعمالی به کریستال می‌توان فاز نور لیزر خروجی از مدولاتور را کنترل کرد. توجه داشته باشید که میدان الکتریکی را می‌توان با قرار دادن دو صفحه خازن موازی در داخل کریستال نبز ایجاد کرد. ار آنجایی که میدان داخل صفحات موازی خازن وابستگی خطی به ولتاژ اعمالی دارد، ضریب شکست وابستگی خطی به میدان خواهد داشت(برای کریستالی که اثر پاکلز از خود نشان می‌دهد. در اثر پاکلز تغییر ضریب شکست متناسب با توان اول میدان است) و چون فاز به‌طور خطی به ضریب شکست وابسته‌است، پس مدولاسیون فاز باید به‌طور خطی با ولتاژ اعمالی به مدولاتور وابسته باشد. ولتاژی که تغییر فاز π را ایجاد می‌کند، ولتاژ نیم موج نامیده می‌شود. برای سلول پاکلز، این ولتاژ معمولاً صد تا هزار ولت است. پس ولتاژ بالایی مورد نیاز می‌باشد. مدارهای الکترونیکی مناسبی که می‌توانند ولتاژ بالایی را در عرض چند نانو ثانیه ایجاد کنند، استفاده از مدولاتورهای اپتیکی به عنوان ابزارهای اپتیکی کلید زنی سریع را امکان‌پذیر می‌سازند. کریستال‌های مایع یکی از ابزارهای مدولاسیون فاز می‌باشد

### مدولاسیون دامنه
مدوله کننده‌های فاز با استفاده از تداخل سنج ماخ زندر می‌توانند مدوله سازی دامنه را انجام دهند. تقسیم‌کننده پرتو، نور لیزر را به دو مسیر تقسیم می‌کند که فاز نور در یکی از مسیرها همانطور که در بالا گفته شد مدوله می‌شود. سپس این دو پرتو با هم ترکیب می‌شوند. تغییر در میدان الکتریکی اعمال شده در یکی از مسیرهای تداخل سنج برای مدولاسیون فاز تعیین می‌کند که دو پرتو خروجی ترکیبشان سازنده یا مخرب باشد و به این ترتیب می‌توان دامنه و شدت نور خروجی را کنترل کرد. این وسیله مدولاتور ماخ زندر نامیده می‌شود. یکی از کاربردهای این مدولاتورهای الکترو اپتیکی ساختن باندهای جانبی در پرتوهای تک رنگ لیزر می‌باشد. برای اینکه بدانید این مسئله چگونه اتفاق می‌افتد فرض کنید پرتو لیزر با توان بالا با فرکانس ω توسط معادله زیر وارد مدولاتور می‌شود
{\displaystyle Ae^{i\omega t}.}
اکنون یک ولتاژ متغیر سینوسی با فرکانس Ω و دامنه کوچک β به مدولاتور اعمال می‌کنیم. بنابراین یک مؤلفهٔ فازی وابسته به زمان به معادلهٔ بالا اضافه می‌شود
{\displaystyle Ae^{i\omega t+i\beta \sin(\Omega t)}.}
با توجه به کوچک بودن β می‌توانیم از بسط تیلور برای تابع نمایی استفاده کنیم
{\displaystyle Ae^{i\omega t}\left(1+i\beta \sin(\Omega t)\right),}
اگر معادل رابطه سینوس را جای‌گزاری کنیم
{\displaystyle Ae^{i\omega t}\left(1+{\frac {\beta }{2}}(e^{i\Omega t}-e^{-i\Omega t})\right)=A\left(e^{i\omega t}+{\frac {\beta }{2}}e^{i(\omega +\Omega )t}-{\frac {\beta }{2}}e^{i(\omega -\Omega )t}\right).}
این معادله نشان می‌دهد که یک فرکانس اصلی همراه با دو فرکانس جانبی Ω+ω و Ω-ωرا خواهیم داشت. توجه داشته باشید که از بسط تیلور فقط جمله اول را در نظر گرفته‌ایم. در واقع بی شمار فرکانس جانبی متناظر با جمله‌های دیگر بسط تیلور خواهیم داشت. می‌توانیم از تابع بسل که شامل دامنه تمام فرکانس‌های جانبی است را جایگذاری کنیم
{\displaystyle Ae^{i\omega t+i\beta \sin(\Omega t)}=Ae^{i\omega t}\left(J_{0}(\beta )+\sum _{k=1}^{\infty }J_{k}(\beta )e^{ik\Omega t}+\sum _{k=1}^{\infty }(-1)^{k}J_{k}(\beta )e^{-ik\Omega t}\right),}

### مدولاسیون قطبش
بسته به نوع و جهت‌گیری کریستال غیر خطی و راستای میدان الکتریکی اعمالی به کریستال تأخیر فاز ایجاد شده می‌تواند به جهت قطبش بستگی داشته باشد. بنابراین از سلول پاکلز می‌توان برای مدوله کردن قطبش استفاده کرد. برای قطبش خطی فرودی (که معمولاً با محور کریستال زاویه ۴۵ درجه می‌سازد)قطبش خروجی در حالت کلی بیضوی خواهد بود.